# 塔莱韦拉
塔莱韦拉，是西班牙埃斯特雷马杜拉卡塞雷斯省的一个市镇。总面积227平方公里，总人口8805人（2001年），人口密度39人/平方公里。